# Хёрман, Ксавер
Ксавер Хёрман (21 февраля 1910 года — 23 февраля 1943 года) был немецкий спринт каноист . Принимал участие в соревнованиях по гребле на байдарках и каноэ в конце 1930-х годов.

## Спортивные достижения
Налетних Олимпийских играх в Берлине 1936 года завоевал бронзовую медаль в дисциплине К-1 (байдарка-одиночка разборная) 10000 метров.
На дистанции 10000 метров победил австрийский спортстмен Грегор Храдецки, опередивший на три секунды француза Анри Эберхардта; на две секунды позже пришёл к финишу Хёрман.
Ксавер Хёрман скончался 23 февраля 1943 год в советском городе Донецке.